# Phraya Manopakorn Nititada
Phraya Manopakorn Nititada (tiếng Thái: พระยามโนปกรณ์นิติธาดา, phát âm tiếng Thái: [pʰrá.jaː.má.noː. pà.kɔːn.ní.tì.tʰaː.daː]), sinh ra Kon Hutasingha (tiếng Thái: ก้อน หุตะสิงห์, phát âm tiếng Thái: [kɔːn hù.tà.sǐŋ]) (15 tháng 7 năm 1884 - 01 tháng 10 năm 1948), là vị Thủ tướng Thái Lan đầu tiên sau Cách mạng Xiêm 1932 khi ông đã được các nhà lãnh đạo của Đảng nhân dân lựa chọn - đảng khởi xướng cuộc cách mạng. Tuy nhiên, trong năm sau, Manoparkorn bị lật đổ bởi một cuộc đảo chính vào năm 1933 do những mâu thuẫn giữa các thành viên của Đảng Nhân dân.

## Cuộc sống ban đầu

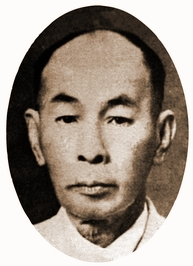
Chân dung Phraya Manopakorn Nititada

Phraya Mano sinh ra vào ngày 15 tháng 7 năm 1884 tại Bangkok với tên gọi là Kon. Cha mẹ của ông là Huad và Phaew, đều là người gốc Hoa và họ gốc là Hutasingha. Ông học tại trường Wittayalai Suankularb danh tiếng và sau đó theo học luật tại Assumption College và trường luật của Bộ Tư pháp. Sau đó, ông tiếp tục nghiên cứu ở nước ngoài; tại Middle Temple, tại London, Anh. Sau khi đã hoàn thành việc học của mình, ông bắt đầu làm việc cho Bộ Tư pháp và được thăng chức nghề nghiệp truyền thống và cuối cùng đã được cấp danh hiệu Phraya và nhận được tên danh dự "Manopakorn Nititada". Năm 1918, ông giành được một ghế trong Hội đồng cơ mật của vua Vajiravudh (hoặc Rama VI).

## Cuộc cách mạng và chức thủ tướng
Sau Cách mạng năm 1932, vua Prajadhipok (hoặc Rama VII) đồng ý một bản Hiến pháp tạm thời ngày 27 tháng 6 năm 1932. Hội đồng Nhân dân đầu tiên của Xiêm, gồm toàn thể các thành viên bổ nhiệm, đã gặp nhau lần đầu tiên vào ngày 28 tháng Sáu. Khana Ratsadon cách mạng tự quyết định chọn Phraya Manopakorn là Chủ tịch của Ủy ban. Ông được coi là một nhân vật lớn trung tính và sạch sẽ, nhưng đồng thời tôn trọng, đủ để đưa vị trí này.
Kết quả là, các hội với lời khuyên của Pridi Panomyong, một trong những nhà lãnh đạo của Khana Ratsadon cung cấp Manopakorn chức vụ "Chủ tịch Uỷ ban nhân dân" - một phiên bản đầu của bài viết của Thủ tướng Chính phủ.
Nhiệm vụ đầu tiên của nội các Phraya Manopakorn là soạn thảo một hiến pháp vĩnh viễn. Vua Prajadhipok đã quan sát rằng thuật ngữ "Chủ tịch Uỷ ban nhân dân" nghe có vẻ giống như một chức vụ ở một quốc gia cộng sản hay cộng hòa. Sau một cuộc tranh luận, chức vụ cuối cùng đã được đổi thành "Thủ tướng Chính phủ". Hiến pháp đầu tiên của Siam đã được ban hành dưới thời Phraya Manopakorn ngày 10 tháng 12 năm 1932 - ngày nay được xem là ngày hiến pháp Thái Lan.
Ngay sau đó Phraya Manopakorn trở thành người đứng đầu chính phủ hợp hiến đầu tiên của Thái Lan. Tuy nhiên nội các Manopakorn hoặc Uỷ ban nhân dân bao gồm các thành viên; một nửa từ Đảng Nhân dân và một nửa từ công chức cao cấp và sĩ quan quân đội bổ nhiệm theo sự hướng dẫn của các đảng. Phraya Manopakorn trong bản chất đã trở thành con rối của Khana Ratsadon, và là một nhà nước độc đảng.

## Hồ sơ vàng và cuộc đảo chính
Năm 1933, Pridi Panomyong, lúc đó là quốc vụ khanh, đã trình bày dự thảo Kế hoạch của ông kinh tế hoặc Hồ sơ vàng lên vua Prajadhipok. Hồ sơ là một kế hoạch kinh tế, trong đó ủng hộ giải pháp xã hội chủ nghĩa với nhiều vấn đề về tài chính và kinh tế của đất nước. Prajadhipok thậm chí được gọi hồ sơ là "cộng sản" và tấn công Pridi công khai về nó. Sau khi Pridi nhận hồ sơ của mình bị từ chối, tư cách của ông bị sụp đổ và gây ra một sự gián đoạn lớn trong số các thành viên của Đảng Nhân dân và Uỷ ban nhân dân.
Phraya Mano tập hợp những người phản đối các kế hoạch xã hội chủ nghĩa của Pridi bao gồm Phraya Songsuradet và giải tán nội các của mình để cố gắng và lật đổ Pridi, người đã hỗ trợ rất lớn trong đảng Nhân dân. Để giành lại sự ổn định và sự im lặng chỉ trích trong nước, Phraya Manopakorn đã đình chỉ một số điều khoản của hiến pháp. Manopakorn cấm hội đồng nhân dân tổ chức bất kỳ cuộc họp tiếp và tư pháp đã bị đóng cửa. Pridi đã buộc phải chạy trốn sang Pháp. Có người nói rằng Manopakorn dẫn đầu cuộc đảo chính bằng ngòi bút của mình, sự kiện này được biết đến ở Thái Lan là đảo chính tháng 4 năm 1933 (hoặc đảo chính im lặng) (tiếng Thái: รัฐประหารในประเทศไทย เมษายน พ.ศ. 2476). Phraya Manopakorn sau đó thông qua Đạo luật chống cộng, cho phép ông có quyền để bắt giữ những người trong xã hội bị nghi ngờ có tình cảm cộng sản (toàn bộ Ủy ban Trung ương Đảng Cộng sản Xiêm đã bị bắt và bị giam cầm).
Sau sự cố hồ sơ vàng, mức độ tự do chính trị đã được giảm đi rất nhiều bởi chính sách Phraya Manopakorn của. Ông kiểm duyệt nhiều hoạt động cánh tả gồm đóng cửa nhiều tờ báo và các ấn phẩm. Tuy nhiên đảng Nhân dân mà cho ông chức thủ tướng, cuối cùng sẽ sụp đổ của mình. Vào ngày 16 tháng Sáu, Phraya Pahol Polpayuhasena (lãnh đạo của quận mạnh nhất quân đội và là thành viên của đảng Nhân dân) cùng với ba sĩ quan cao cấp khác đã về hưu tự từ Ủy ban nhân dân, vì 'lý do sức khỏe ".

## Qua đời và di sản

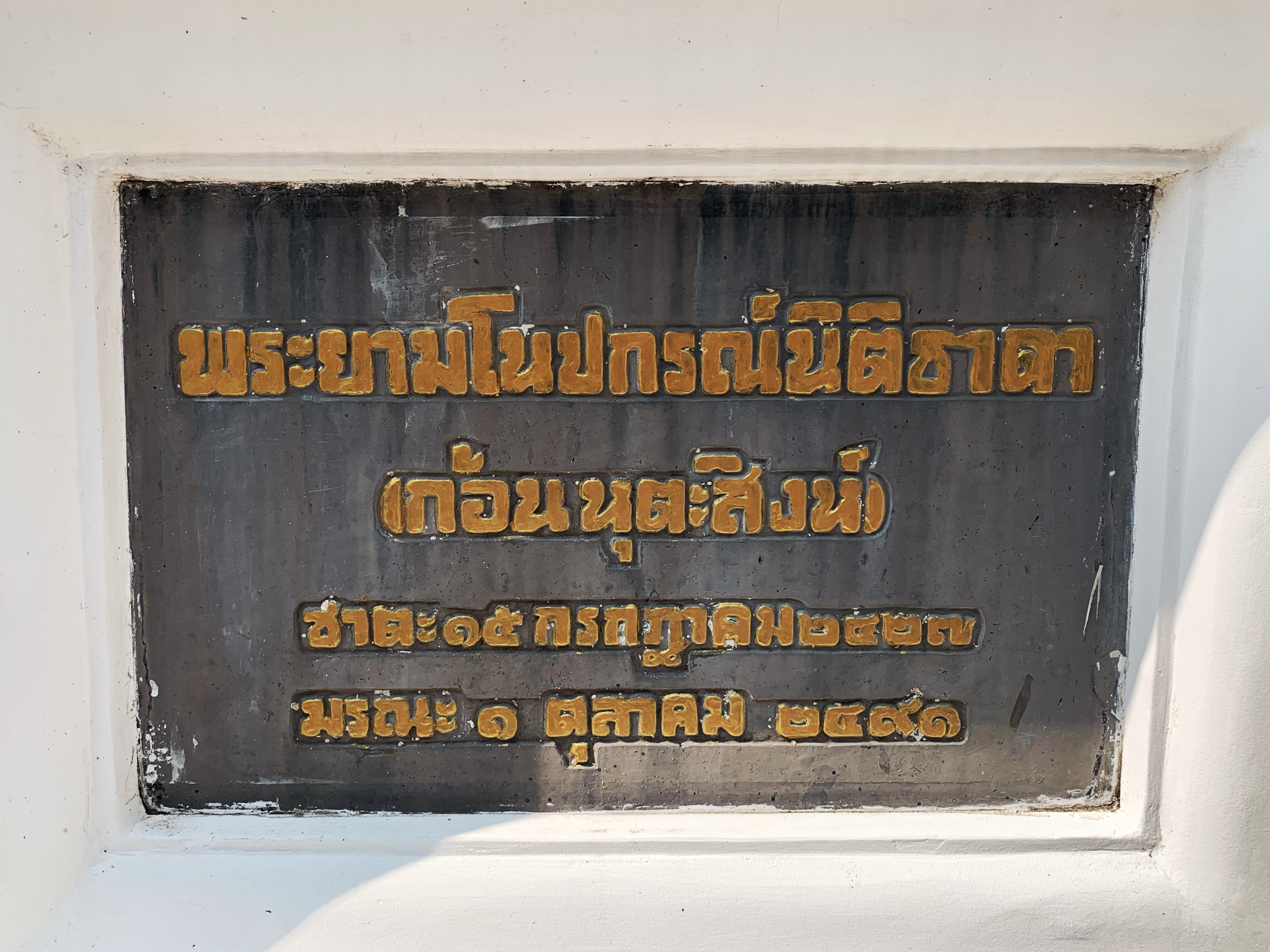
Bia tưởng niệm Phraya Manopakorn ở Bangkok

Cuộc đảo chính xảy ra vào ngày 20 tháng 6, do Phraya Phahol và các nhà lãnh đạo quân sự khác tiến hành. Phraya Manopakorn đã ngay lập tức bị phế truất chức Thủ tướng Chính phủ. Phraya Phahol tự bổ nhiệm mình làm Thủ tướng thứ hai của đất nước, vua Prajadhipok phê chuẩn ông vào chức vụ này. Manopakorn sau đó bị lưu đày sang Penang, Mã Lai thuộc Anh bằng tàu hỏa và sống phần còn lại của cuộc đời của mình ở đó cho đến khi ông qua đời vào năm 1948, ở độ tuổi 64. Phraya Manopakorn là Thủ tướng Xiêm đầu tiên bị quân đội lật đổ thông qua một cuộc đảo chính.